# Celtic Football Club 2012-2013
Questa voce raccoglie le informazioni riguardanti il Celtic Football Club nelle competizioni ufficiali della stagione 2012-2013.

## Stagione
- In Scottish Premier League il Celtic si classifica al primo posto (79 punti) e vince per la 44ª volta il campionato.
- In Scottish Cup batte in finale l'Hibernian (0-3) e vince per la 36ª volta la coppa.
- In Scottish League Cup viene eliminato in semifinale dal St. Mirren (3-2).
- In Champions League raggiunge la fase a gironi, dopo aver eliminato i finlandesi dell'HJK nel terzo turno preliminare (4-1) e gli svedesi dell'Helsingborg nel turno di spareggi (4-0). Inserito nel gruppo G con Barcellona, Benfica e Spartak Mosca, si classifica al secondo posto con 10 punti e accede alla fase finale, dove viene eliminato agli ottavi dalla Juventus (0-5).

## Maglie e sponsor
Lo sponsor tecnico per la stagione 2012-2013 fu Nike, mentre lo sponsor ufficiale fu Tennent's. La divisa casalinga era composta dalla classica maglietta bianca con strisce orizzontali verdi, pantaloncini e calzettoni bianchi con inserti verdi. Quella da trasferta era invece costituita da una maglietta nera a strisce orizzontali grigie, con pantaloncini e calzettoni neri. La terza divisa era invece costituita da una maglietta bianca, pantaloncini neri e calzettoni neri, verdi e bianchi.
| Casa | Trasferta | Terza divisa |

## Rosa
| N. |                             | Ruolo | Calciatore             |
| -- | --------------------------- | ----- | ---------------------- |
| 1  | Inghilterra (bandiera)      | P     | Fraser Forster         |
| 2  | Galles (bandiera)           | D     | Adam Matthews          |
| 3  | Honduras (bandiera)         | D     | Emilio Izaguirre       |
| 4  | Nigeria (bandiera)          | D     | Efe Ambrose            |
| 5  | Israele (bandiera)          | D     | Rami Gershon           |
| 6  | Inghilterra (bandiera)      | D     | Kelvin Wilson          |
| 7  | Venezuela (bandiera)        | A     | Miku                   |
| 8  | Scozia (bandiera)           | C     | Scott Brown (capitano) |
| 9  | Grecia (bandiera)           | A     | Giōrgos Samaras        |
| 10 | Irlanda (bandiera)          | A     | Anthony Stokes         |
| 11 | Marocco (bandiera)          | A     | Lassad Nouioui         |
| 14 | Sierra Leone (bandiera)     | A     | Mohamed Bangura        |
| 15 | Scozia (bandiera)           | C     | Kris Commons           |
| 16 | Galles (bandiera)           | C     | Joe Ledley             |
| 17 | Corea del Sud (bandiera)    | C     | Ki Sung-Yueng          |
| 18 | Australia (bandiera)        | C     | Tom Rogić              |
| 20 | Irlanda del Nord (bandiera) | C     | Patrick McCourt        |
| 21 | Scozia (bandiera)           | D     | Charlie Mulgrew        |
| 23 | Svezia (bandiera)           | D     | Mikael Lustig          |
| 24 | Polonia (bandiera)          | P     | Łukasz Załuska         |
| 25 | Norvegia (bandiera)         | D     | Thomas Rogne           |
| 26 | Svezia (bandiera)           | P     | Viktor Noring          |
| 27 | Irlanda (bandiera)          | A     | Daryl Murphy           |

| N. |                                 | Ruolo | Calciatore      |
| -- | ------------------------------- | ----- | --------------- |
| 28 | Scozia (bandiera)               | A     | James Keatings  |
| 30 | Scozia (bandiera)               | C     | Paul Slane      |
| 31 | Scozia (bandiera)               | C     | John Herron     |
| 32 | Scozia (bandiera)               | A     | Tony Watt       |
| 33 | Israele (bandiera)              | C     | Beram Kayal     |
| 35 | Scozia (bandiera)               | P     | Robbie Thomson  |
| 36 | Australia (bandiera)            | C     | Jackson Irvine  |
| 37 | Bosnia ed Erzegovina (bandiera) | C     | Bahrudin Atajić |
| 38 | Inghilterra (bandiera)          | D     | Josh Thompson   |
| 39 | Inghilterra (bandiera)          | D     | André Blackman  |
| 40 | Nigeria (bandiera)              | C     | Rabiu Ibrahim   |
| 41 | Inghilterra (bandiera)          | A     | Darnell Fisher  |
| 42 | Scozia (bandiera)               | C     | Callum McGregor |
| 43 | Scozia (bandiera)               | D     | Joe Chalmers    |
| 44 | Scozia (bandiera)               | D     | Marcus Fraser   |
| 45 | Scozia (bandiera)               | D     | Lewis Toshney   |
| 46 | Scozia (bandiera)               | C     | Dylan McGeouch  |
| 49 | Scozia (bandiera)               | A     | James Forrest   |
| 53 | Rep. Ceca (bandiera)            | C     | Patrik Twardzik |
| 56 | Rep. Ceca (bandiera)            | C     | Filip Twardzik  |
| 65 | Scozia (bandiera)               | C     | Lewis Kidd      |
| 67 | Kenya (bandiera)                | C     | Victor Wanyama  |
| 88 | Inghilterra (bandiera)          | A     | Gary Hooper     |

## Calciomercato

### Sessione estiva(dal 01/07 al 31/08)
| Acquisti | Acquisti       | Acquisti      | Acquisti   |
| R.       | Nome           | da            | Modalità   |
| -------- | -------------- | ------------- | ---------- |
| P        | Fraser Forster | Newcastle Utd | definitivo |
| D        | Efe Ambrose    | Ashdod        | definitivo |
| A        | Miku           | Getafe        | prestito   |

| Cessioni | Cessioni           | Cessioni            | Cessioni      |
| R.       | Nome               | a                   | Modalità      |
| -------- | ------------------ | ------------------- | ------------- |
| P        | Dominic Cervi      |                     | svincolato    |
| P        | Nick Feely         |                     | svincolato    |
| D        | André Blackman     | Inverness           | prestito      |
| D        | Efraín Juárez      |                     | svincolato    |
| D        | Glenn Loovens      |                     | svincolato    |
| D        | Daniel Majstorović |                     | svincolato    |
| D        | Josh Thompson      | Portsmouth          | definitivo    |
| D        | Lewis Toshney      | Dundee              | prestito      |
| D        | Richie Towell      |                     | svincolato    |
| D        | Mark Wilson        |                     | svincolato    |
| C        | Cha Du-Ri          |                     | svincolato    |
| C        | Ki Sung-Yueng      | Swansea City        | definitivo    |
| A        | Mohamed Bangura    | AIK                 | prestito      |
| A        | Paweł Brożek       | Trabzonspor         | fine prestito |
| A        | James Keatings     | Hamilton Academical | prestito      |
| A        | Daryl Murphy       | Ipswich Town        | prestito      |
| A        | Niall McGinn       |                     | svincolato    |
| A        | Morten Rasmussen   | Midtjylland         | definitivo    |
| A        | Greig Spence       |                     | svincolato    |

### Sessione invernale(dal 01/01 al 31/01)
| Acquisti | Acquisti        | Acquisti            | Acquisti      |
| R.       | Nome            | da                  | Modalità      |
| -------- | --------------- | ------------------- | ------------- |
| P        | Viktor Noring   | Trelleborg          | prestito      |
| D        | André Blackman  | Inverness           | fine prestito |
| D        | Rami Gershon    | Standard Liegi      | prestito      |
| C        | Tom Rogić       | C.C. Mariners       | definitivo    |
| A        | Mohamed Bangura | AIK                 | fine prestito |
| A        | Lassad Nouioui  | Deportivo La Coruña | definitivo    |

| Cessioni | Cessioni        | Cessioni        | Cessioni   |
| R.       | Nome            | a               | Modalità   |
| -------- | --------------- | --------------- | ---------- |
| D        | André Blackman  |                 | svincolato |
| C        | Rabiu Ibrahim   | Kilmarnock      | prestito   |
| C        | Paul Slane      | Partick Thistle | prestito   |
| A        | Mohamed Bangura | Elfsborg        | prestito   |
| A        | Robbie Thomson  | Airdrie Utd     | prestito   |

## Risultati

### Scottish Premier League
| Arbitro: | Murray |

|             |           |  |
| Commons 79’ | Marcatori |  |

| Arbitro: | Norris |

|                                       |           |  |
| Hooper 19’, 80’ Wanyama 34’ Brown 84’ | Marcatori |  |

| Arbitro: | Thomson (Edimburgo) |

|              |           |             |
| Brittain 49’ | Marcatori | 90’ Commons |

| Arbitro: | Collum (Glasgow) |

|                 |           |                                      |
| Draper 82’, 86’ | Marcatori | 4’ Wanyama 25’, 64’ Watt 48’ Mulgrew |

| Arbitro: | Brines |

|                              |           |                        |
| Lustig 10’ McPake 69’ (aut.) | Marcatori | 53’ Clancy 73’ Cairney |

| Arbitro: | Norris |

|                   |           |            |
| Tadé 18’ Vine 80’ | Marcatori | 4’ Commons |

| Arbitro: | Beaton |

|                        |           |  |
| Hooper 43’ Wanyama 49’ | Marcatori |  |

| Arbitro: | Brines |

|  |           |                               |
|  | Marcatori | 32’ Hooper 35’ (aut.) Cummins |

| Arbitro: | Thomson (Edimburgo) |

|             |           |  |
| Samaras 34’ | Marcatori |  |

| Arbitro: | Murray |

|  |           |                                                  |
|  | Marcatori | 15’ Hooper 18’ Ambrose 32’, 38’ Wanyama 86’ Watt |

| Arbitro: | Allan |

|  |           |                               |
|  | Marcatori | 43’ Sheridan 62’ (rig.) Kelly |

| Arbitro: | Collum (Glasgow) |

|                                      |           |                   |
| Mackay-Steven 89’ Ambrose 90’ (aut.) | Marcatori | 69’ Miku 80’ Watt |

| Arbitro: | Brines |

|          |           |                 |
| Watt 51’ | Marcatori | 77’ Hasselbaink |

| Arbitro: | Thomson (Edimburgo) |

|  |           |                         |
|  | Marcatori | 73’ Nouioui 76’ Mulgrew |

| Arbitro: | Murray |

|  |           |           |
|  | Marcatori | 64’ McKay |

| Arbitro: | Collum (Glasgow) |

|  |           |                                                        |
|  | Marcatori | 10’ Nouioui 22’ Lustig 30’ (aut.) Stevenson 83’ Hooper |

| Arbitro: | Thomson (Edimburgo) |

|              |           |                                  |
| Sheridan 90’ | Marcatori | 27’ Brown 65’ Ledley 74’ Samaras |

| Arbitro: | Murray |

|                        |           |  |
| Wanyama 15’ Hooper 83’ | Marcatori |  |

| Arbitro: | Norris |

|                                       |           |  |
| Brown 46’ Hooper 53’, 64’ Forrest 70’ | Marcatori |  |

| Arbitro: | Brines |

|  |           |                        |
|  | Marcatori | 17’ Samaras 71’ Hooper |

| Arbitro: | Brines |

|              |           |  |
| Griffiths 9’ | Marcatori |  |

| Arbitro: | McLean |

|            |           |  |
| Hooper 79’ | Marcatori |  |

| Arbitro: | Brines |

|                                        |           |          |
| Hooper 2’, 85’ Samaras 12’ Nouioui 90’ | Marcatori | 69’ Holt |

| Arbitro: | Norris |

|                 |           |             |
| Hasselbaink 82’ | Marcatori | 37’ Ambrose |

| Arbitro: | Murray |

|                                         |           |              |
| Ledley 41’ Matthews 50’, 83’ Stokes 78’ | Marcatori | 48’ Sheridan |

| Arbitro: | Thomson (Edimburgo) |

|         |           |                                  |
| Ross 9’ | Marcatori | 20’ Commons 40’ Gershon 82’ Miku |

| Arbitro: | Madden |

|                                                                |           |                           |
| Ambrose 11’ Commons 22’, 55’ (rig.) Ledley 37’ Stokes 70’, 82’ | Marcatori | 10’ Armstrong 90’ Russell |

| Arbitro: | Clancy |

|                                                            |           |  |
| Ledley 13’, 73’ Forrest 50’ (rig.) McGeouch 57’ Hooper 83’ | Marcatori |  |

| Arbitro: | Brines |

|                         |           |             |
| Humphrey 31’ Higdon 73’ | Marcatori | 63’ Samaras |

| Arbitro: | Collum (Glasgow) |

|                                    |           |                        |
| Munro 30’ Morrow 36’ Wohlfarth 90’ | Marcatori | 15’ Mulgrew 21’ Hooper |

| Arbitro: | McLean |

|                                               |           |                              |
| Commons 1’ Mulgrew 68’ Hooper 87’ Samaras 90’ | Marcatori | 45’ Vernon 53’, 60’ Magennis |

| Arbitro: | Madden |

|                    |           |            |
| McGowan 81’ (rig.) | Marcatori | 6’ Commons |

| Arbitro: | Beaton |

|                             |           |  |
| Commons 16’, 52’ Lustig 61’ | Marcatori |  |

| Arbitro: | Clancy |

|                                        |           |           |
| Hooper 61’, 73’ Ledley 66’ Samaras 88’ | Marcatori | 90’ Doran |

| Arbitro: | Norris |

|                                                 |           |            |
| Ojamaa 45’ Higdon 50’ (rig.) Forster 55’ (aut.) | Marcatori | 40’ Hooper |

| Arbitro: | McLean |

|            |           |           |
| Vigurs 41’ | Marcatori | 4’ Stokes |

| Arbitro: | Muir |

|                                              |           |  |
| Ledley 2’ Mulgrew 36’ Forrest 52’ Stokes 90’ | Marcatori |  |

| Arbitro: | Beaton |

|  |           |                                         |
|  | Marcatori | 11’ Commons 17’, 27’ Samaras 85’ Stokes |

### Scottish League Cup
| Arbitro: | Muir |

|                           |           |            |
| Hooper 12’, 36’, 58’, 60’ | Marcatori | 28’ Walker |

| Arbitro: | Madden |

|                                              |           |  |
| Commons 28’, 32’, 58’ Hooper 39’ Mulgrew 61’ | Marcatori |  |

| Arbitro: | Collum (Glasgow) |

|                                              |           |                        |
| Gonçalves 9’ McGowan 64’ (rig.) Thompson 69’ | Marcatori | 45’ Hooper 90’ Mulgrew |

### Scottish Cup
| Arbitro: | Charleston |

|                   |           |           |
| Keddie 36’ (aut.) | Marcatori | 87’ Doris |

| Arbitro: | Charleston |

|  |           |              |
|  | Marcatori | 18’ Matthews |

| Arbitro: | McLean |

|  |           |                                            |
|  | Marcatori | 56’ (rig.) Commons 83’ Forrest 86’ Mulgrew |

| Arbitro: | Muir |

|               |           |                      |
| Gonçalves 13’ | Marcatori | 5’ Ledley 21’ Stokes |

| Arbitro: | Thomson (Edimburgo) |

|                                 |           |                                         |
| Mackay-Steven 24’ Daly 30’, 71’ | Marcatori | 2’, 60’ Commons 31’ Wanyama 104’ Stokes |

| Arbitro: | Collum (Glasgow) |

|  |           |                           |
|  | Marcatori | 8’, 31’ Hooper 80’ Ledley |

### Champions League
| Arbitro: | Zelinka |

|                        |           |              |
| Hooper 54’ Mulgrew 61’ | Marcatori | 48’ Schüller |

| Arbitro: | Schörgenhofer |

|  |           |                        |
|  | Marcatori | 67’ Ledley 86’ Samaras |

| Arbitro: | Benquerença |

|  |           |                        |
|  | Marcatori | 2’ Commons 75’ Samaras |

| Arbitro: | Velasco Carballo |

|                        |           |  |
| Hooper 30’ Wanyama 88’ | Marcatori |  |

| Glasgow 19 settembre 2012, ore 19:45 Fase a gironi - 1ª giornata | Celtic  | 0 – 0 referto | Benfica | Celtic Park\| Arbitro: \| Rizzoli \| |
| Arbitro:                                                         | Rizzoli |               |         |                                      |

| Arbitro: | Chapron |

|                  |           |                                            |
| Emenike 41’, 48’ | Marcatori | 12’ Hooper 71’ (aut.) Kombarov 90’ Samaras |

| Arbitro: | Rocchi |

|                      |           |             |
| Iniesta 45’ Alba 90’ | Marcatori | 18’ Samaras |

| Arbitro: | Kuipers |

|                      |           |           |
| Wanyama 21’ Watt 83’ | Marcatori | 90’ Messi |

| Arbitro: | Kassai |

|                   |           |             |
| John 7’ Garay 71’ | Marcatori | 32’ Samaras |

| Arbitro: | Brych |

|                               |           |         |
| Hooper 21’ Commons 81’ (rig.) | Marcatori | 39’ Ari |

| Arbitro: | Mallenco |

|  |           |                                    |
|  | Marcatori | 3’ Matri 77’ Marchisio 83’ Vučinić |

| Arbitro: | Aydınus |

|                            |           |  |
| Matri 24’ Quagliarella 65’ | Marcatori |  |

## Statistiche

### Statistiche di squadra
| Competizione            | Punti | In casa | In casa | In casa | In casa | In casa | In casa | In trasferta | In trasferta | In trasferta | In trasferta | In trasferta | In trasferta | Totale | Totale | Totale | Totale | Totale | Totale | DR  |
| Competizione            | Punti | G       | V       | N       | P       | Gf      | Gs      | G            | V            | N            | P            | Gf           | Gs           | G      | V      | N      | P      | Gf     | Gs     | DR  |
| ----------------------- | ----- | ------- | ------- | ------- | ------- | ------- | ------- | ------------ | ------------ | ------------ | ------------ | ------------ | ------------ | ------ | ------ | ------ | ------ | ------ | ------ | --- |
| Scottish Premier League | 79    | 19      | 15      | 2       | 2       | 52      | 14      | 19           | 9            | 5            | 5            | 40           | 21           | 38     | 24     | 7      | 7      | 92     | 35     | +57 |
| Scottish League Cup     | -     | 2       | 2       | 0       | 0       | 9       | 1       | 1            | 0            | 0            | 1            | 2            | 3            | 3      | 2      | 0      | 1      | 11     | 4      | +7  |
| Scottish Cup            | -     | 1       | 0       | 1       | 0       | 1       | 1       | 5            | 5            | 0            | 0            | 13           | 4            | 6      | 5      | 1      | 0      | 14     | 5      | +9  |
| Champions League        | -     | 6       | 4       | 1       | 1       | 8       | 6       | 6            | 3            | 0            | 3            | 9            | 9            | 12     | 7      | 1      | 4      | 21     | 19     | +2  |
| Totale                  | -     | 28      | 21      | 4       | 3       | 70      | 22      | 31           | 17           | 5            | 9            | 64           | 37           | 59     | 38     | 9      | 12     | 138    | 63     | +75 |

### Statistiche dei giocatori
| Giocatore    | Scottish Premier League | Scottish Premier League | Scottish Premier League | Scottish Premier League | Scottish Cup+Scottish League Cup | Scottish Cup+Scottish League Cup | Scottish Cup+Scottish League Cup | Scottish Cup+Scottish League Cup | Champions League | Champions League | Champions League | Champions League | Totale   | Totale | Totale      | Totale     |
| Giocatore    | Presenze                | Reti                    | Ammonizioni             | Espulsioni              | Presenze                         | Reti                             | Ammonizioni                      | Espulsioni                       | Presenze         | Reti             | Ammonizioni      | Espulsioni       | Presenze | Reti   | Ammonizioni | Espulsioni |
| ------------ | ----------------------- | ----------------------- | ----------------------- | ----------------------- | -------------------------------- | -------------------------------- | -------------------------------- | -------------------------------- | ---------------- | ---------------- | ---------------- | ---------------- | -------- | ------ | ----------- | ---------- |
| E. Ambrose   | 27                      | 3                       | 3                       | 0                       | 5+2                              | 0                                | 0+1                              | 0                                | 7                | 0                | 0                | 0                | 41       | 3      | 4           | 0          |
| B. Atajić    | 1                       | 0                       | 0                       | 0                       | 0                                | 0                                | 0                                | 0                                | 0                | 0                | 0                | 0                | 1        | 0      | 0           | 0          |
| M. Bangura   | 1                       | 0                       | 0                       | 0                       | 0                                | 0                                | 0                                | 0                                | 0                | 0                | 0                | 0                | 1        | 0      | 0           | 0          |
| A. Blackman  | 0                       | 0                       | 0                       | 0                       | 0                                | 0                                | 0                                | 0                                | 0                | 0                | 0                | 0                | 0        | 0      | 0           | 0          |
| S. Brown     | 17                      | 3                       | 4                       | 0                       | 4+2                              | 0                                | 1+0                              | 0                                | 10               | 0                | 3                | 0                | 33       | 3      | 8           | 0          |
| J. Chalmers  | 2                       | 0                       | 0                       | 0                       | 1+0                              | 0                                | 0                                | 0                                | 0                | 0                | 0                | 0                | 3        | 0      | 0           | 0          |
| K. Commons   | 27                      | 11                      | 1                       | 0                       | 4+3                              | 3+3                              | 0                                | 0                                | 12               | 2                | 1                | 0                | 46       | 19     | 2           | 0          |
| D. Fisher    | 0                       | 0                       | 0                       | 0                       | 0                                | 0                                | 0                                | 0                                | 0                | 0                | 0                | 0                | 0        | 0      | 0           | 0          |
| J. Forrest   | 15                      | 3                       | 1                       | 0                       | 4+1                              | 1+0                              | 0                                | 0                                | 9                | 0                | 2                | 0                | 29       | 4      | 3           | 0          |
| F. Forster   | 34                      | 0                       | 4                       | 0                       | 4+1                              | 0                                | 0                                | 0                                | 12               | 0                | 1                | 0                | 51       | 0      | 5           | 0          |
| M. Fraser    | 1                       | 0                       | 0                       | 0                       | 0                                | 0                                | 0                                | 0                                | 0                | 0                | 0                | 0                | 1        | 0      | 0           | 0          |
| R. Gershon   | 3                       | 1                       | 0                       | 0                       | 0                                | 0                                | 0                                | 0                                | 0                | 0                | 0                | 0                | 3        | 1      | 0           | 0          |
| J. Herron    | 1                       | 0                       | 0                       | 0                       | 0                                | 0                                | 0                                | 0                                | 0                | 0                | 0                | 0                | 1        | 0      | 0           | 0          |
| G. Hooper    | 32                      | 19                      | 1                       | 0                       | 5+3                              | 2+6                              | 0                                | 0                                | 11               | 4                | 1                | 0                | 51       | 31     | 2           | 0          |
| R. Ibrahim   | 0                       | 0                       | 0                       | 0                       | 1+0                              | 0                                | 0                                | 0                                | 0                | 0                | 0                | 0                | 1        | 0      | 0           | 0          |
| J. Irvine    | 1                       | 0                       | 0                       | 0                       | 0                                | 0                                | 0                                | 0                                | 0                | 0                | 0                | 0                | 1        | 0      | 0           | 0          |
| E. Izaguirre | 32                      | 0                       | 2                       | 0                       | 5+2                              | 0                                | 0                                | 0                                | 10               | 0                | 2                | 0                | 49       | 0      | 4           | 0          |
| B. Kayal     | 27                      | 0                       | 4                       | 0                       | 5+1                              | 0                                | 1+0                              | 0                                | 8                | 0                | 2                | 0                | 41       | 0      | 7           | 0          |
| J. Keatings  | 1                       | 0                       | 0                       | 0                       | 0                                | 0                                | 0                                | 0                                | 0                | 0                | 0                | 0                | 1        | 0      | 0           | 0          |
| Ki S.Y.      | 0                       | 0                       | 0                       | 0                       | 0                                | 0                                | 0                                | 0                                | 0                | 0                | 0                | 0                | 0        | 0      | 0           | 0          |
| J. Ledley    | 25                      | 7                       | 0                       | 0                       | 4+3                              | 2+0                              | 0+1                              | 0                                | 9                | 1                | 1                | 0                | 41       | 10     | 2           | 0          |
| M. Lustig    | 23                      | 3                       | 1                       | 0                       | 4+2                              | 0                                | 0+1                              | 0                                | 9                | 0                | 1                | 0                | 38       | 3      | 3           | 0          |
| A. Matthews  | 22                      | 2                       | 1                       | 0                       | 4+3                              | 1+0                              | 0                                | 0                                | 10               | 0                | 1                | 0                | 39       | 3      | 2           | 0          |
| P. McCourt   | 15                      | 0                       | 0                       | 0                       | 1+2                              | 0                                | 0                                | 0                                | 2                | 0                | 0                | 0                | 20       | 0      | 0           | 0          |
| D. McGeouch  | 11                      | 1                       | 0                       | 0                       | 2+1                              | 0                                | 0                                | 0                                | 0                | 0                | 0                | 0                | 14       | 1      | 0           | 0          |
| C. McGregor  | 0                       | 0                       | 0                       | 0                       | 0                                | 0                                | 0                                | 0                                | 0                | 0                | 0                | 0                | 0        | 0      | 0           | 0          |
| Miku         | 11                      | 2                       | 1                       | 0                       | 1+0                              | 0                                | 0                                | 0                                | 2                | 0                | 1                | 0                | 14       | 2      | 2           | 0          |
| C. Mulgrew   | 30                      | 5                       | 3                       | 0                       | 4+3                              | 1+2                              | 1+1                              | 0                                | 12               | 1                | 3                | 0                | 49       | 9      | 8           | 0          |
| D. Murphy    | 1                       | 0                       | 0                       | 0                       | 0                                | 0                                | 0                                | 0                                | 1                | 0                | 0                | 0                | 2        | 0      | 0           | 0          |
| V. Noring    | 0                       | 0                       | 0                       | 0                       | 0                                | 0                                | 0                                | 0                                | 0                | 0                | 0                | 0                | 0        | 0      | 0           | 0          |
| L. Nouioui   | 14                      | 3                       | 0                       | 0                       | 2+1                              | 0                                | 0                                | 0                                | 2+0              | 0                | 0                | 0                | 19       | 3      | 0           | 0          |
| T. Rogić     | 8                       | 0                       | 0                       | 0                       | 0                                | 0                                | 0                                | 0                                | 0                | 0                | 0                | 0                | 8        | 0      | 0           | 0          |
| T. Rogne     | 13                      | 0                       | 1                       | 0                       | 2+1                              | 0                                | 0                                | 0                                | 3                | 0                | 1                | 0                | 19       | 0      | 2           | 0          |
| G. Samaras   | 25                      | 9                       | 4                       | 0                       | 4+1                              | 0                                | 1+0                              | 0                                | 10               | 5                | 2                | 0                | 40       | 14     | 7           | 0          |
| P. Slane     | 1                       | 0                       | 0                       | 0                       | 0                                | 0                                | 0                                | 0                                | 0                | 0                | 0                | 0                | 1        | 0      | 0           | 0          |
| A. Stokes    | 17                      | 6                       | 0                       | 0                       | 4+1                              | 2+0                              | 0                                | 0                                | 1                | 0                | 0                | 0                | 23       | 8      | 0           | 0          |
| R. Thomson   | 0                       | 0                       | 0                       | 0                       | 0                                | 0                                | 0                                | 0                                | 0                | 0                | 0                | 0                | 0        | 0      | 0           | 0          |
| J. Thompson  | 0                       | 0                       | 0                       | 0                       | 0                                | 0                                | 0                                | 0                                | 0                | 0                | 0                | 0                | 0        | 0      | 0           | 0          |
| L. Toshney   | 0                       | 0                       | 0                       | 0                       | 0                                | 0                                | 0                                | 0                                | 0                | 0                | 0                | 0                | 0        | 0      | 0           | 0          |
| F. Twardzik  | 2                       | 0                       | 0                       | 0                       | 0                                | 0                                | 0                                | 0                                | 0                | 0                | 0                | 0                | 2        | 0      | 0           | 0          |
| P. Twardzik  | 0                       | 0                       | 0                       | 0                       | 0                                | 0                                | 0                                | 0                                | 0                | 0                | 0                | 0                | 0        | 0      | 0           | 0          |
| V. Wanyama   | 32                      | 6                       | 9                       | 1                       | 5+2                              | 1+0                              | 2+0                              | 0                                | 10               | 2                | 4                | 1                | 49       | 9      | 15          | 2          |
| K. Wilson    | 32                      | 0                       | 4                       | 0                       | 5+3                              | 0                                | 0                                | 0                                | 10               | 0                | 1                | 0                | 50       | 0      | 5           | 0          |
| Ł. Załuska   | 4                       | 0                       | 0                       | 0                       | 2+2                              | 0                                | 0                                | 0                                | 0                | 0                | 0                | 0                | 8        | 0      | 0           | 0          |